# Maria Hiller-Foell
Maria Hiller-Foell, geborene Marusja Foell (geboren am 22. Mai 1880 in Odessa; gestorben am 3. Juni 1943 in Stuttgart) war eine deutsch-russische Malerin.

## Leben

### Jugend und Ausbildung
Die Eltern von Maria Hiller-Foell waren deutschstämmig. Die Familie zog Anfang des 20. Jahrhunderts über München nach Stuttgart.
Maria Hiller-Foell schrieb sich im Wintersemester 1905/06 an der Königlichen Akademie der Künste in Stuttgart bei Gustav Igler ein. Von 1906 bis 1908 war sie eine der ersten Studentinnen des 1906 nach Stuttgart berufenen Adolf Hölzel. Sie nahm an seiner ersten Veranstaltung, der Sommerexkursion nach Pfullingen, teil und wurde bald seine Meisterschülerin. Von 1910 bis 1913 besuchte Hiller-Foell die Damenklasse von Hölzel.

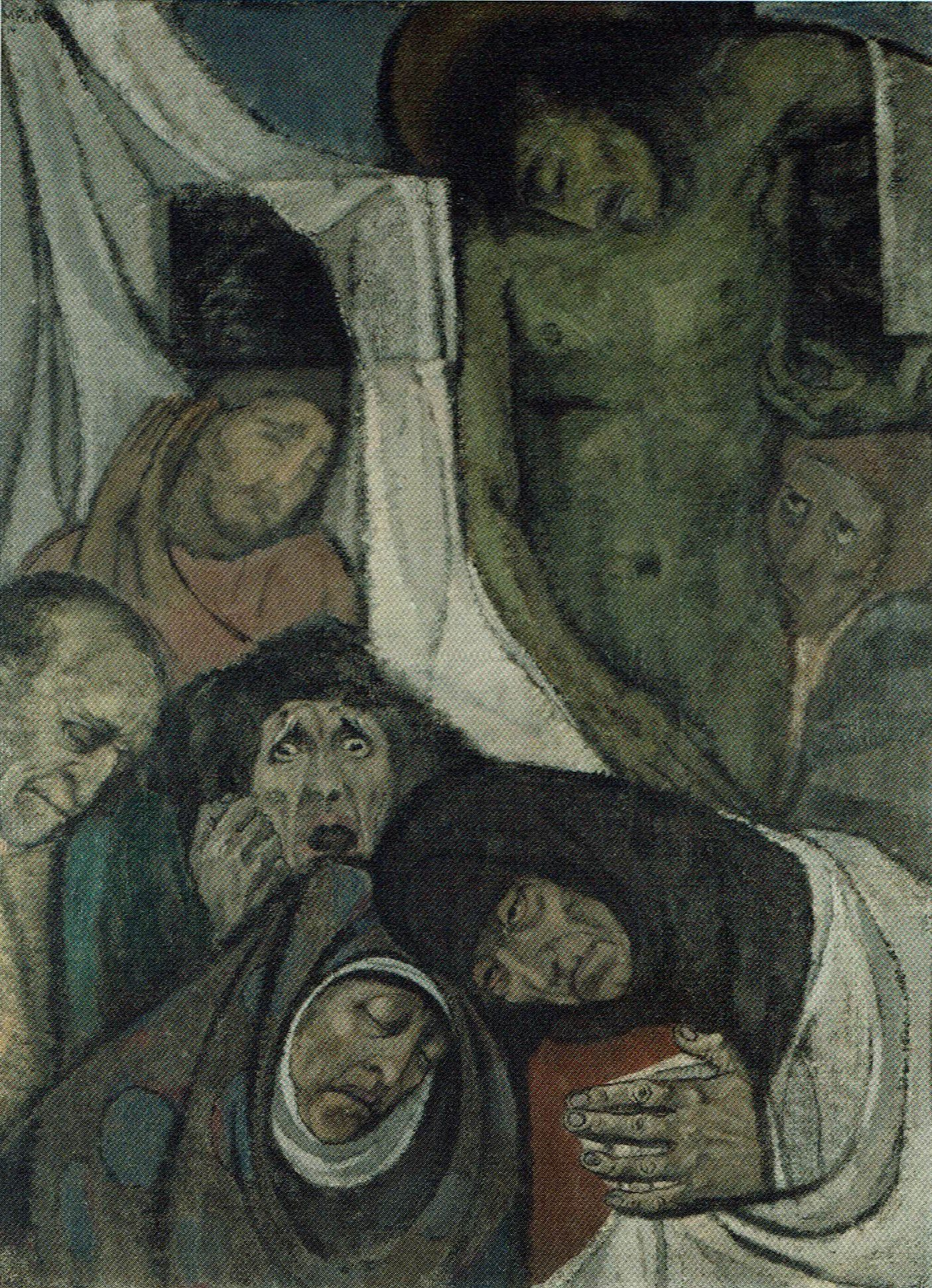
Beweinung. 1914

### Freischaffende Malerin
Nach dem Studium arbeitete Hiller-Foell als freiberufliche Künstlerin und war seit 1913 Mitglied des Württembergischen Malerinnenvereins. Sie beteiligte sich erfolgreich an Ausstellungen und bekam 1914 die Silberne Münze der Akademie der Bildenden Künste, Stuttgart.
Sie war bekannt für ihre außergewöhnlichen Figurenkompositionen und drückte sich durch intensive Farb- und Formgebung aus. Sie orientierte sich dabei an den Ausdrucksformen des Expressionismus und der Neuen Sachlichkeit. Schwerpunkt ihrer Malerei waren Porträts, Figurenbilder und Stillleben.

### Architekturgebundene Kunst
Ab 1921 wandte Hiller-Foell sich der architekturgebundenen Kunst zu. 1922 gestaltete sie das monumentale Wandbild für den neuen Stuttgarter Hauptbahnhof mit dem Titel Rastende. Dieses Gemälde wurde 1945 zerstört. 1923 wurde sie Ehefrau des Architekten und Malers Theodor Hiller. Davon unbeeindruckt arbeitete sie als Künstlerin weiter.
Zunehmend erhielt sie Aufträge für monumentale Glasfenster und Wandmalereien in Kirchen. 1929 war sie Mitbegründerin der Juryfreien Künstlervereinigung Stuttgart, die nach Berliner Vorbild ins Leben gerufen wurde und es jungen Künstlern ermöglichen sollte, ihre Werke zu präsentieren.

### Nationalsozialismus
Ab 1933 wird es ruhig um die Künstlerin. 1937 wurde in der Nazi-Aktion „Entartete Kunst“ aus dem Stadtmuseum Ulm ihr Gemälde „Russische Braut“ (Öl auf Leinwand, 91 × 80 cm, 1930) und aus der Städtischen Gemäldegalerie Worms „Frau Spinne“ beschlagnahmt und zerstört.

## Werke (Auswahl)
Werke von Maria Hiller-Foell haben sich in einigen öffentlichen Sammlungen erhalten, so zum Beispiel auch in der Staatsgalerie Stuttgart und der Galerie der Stadt Stuttgart (heute Kunstmuseum Stuttgart).
Galerie der Stadt Stuttgart
- Früchtestillleben mit grauer Vase, ohne Jahr, Öl auf Leinwand.
- Blühender Kaktus, ohne Jahr, Öl auf Leinwand.
- Frühlingsstrauß, ohne Jahr, Öl auf Leinwand.
- Stillleben, ohne Jahr, Öl auf Leinwand.
- Porträt des Malers Joseph Kerschensteiner, ohne Jahr, Öl auf Leinwand.
- Madonna mit Kind, ohne Jahr, Öl auf Leinwand.

Staatsgalerie Stuttgart
- Madonna im Haag, ohne Jahr, Öl auf Leinwand.
- Blühende weiße Kaktee, 1926, Öl auf Leinwand.
- Bücklinge auf rotem Teller, ohne Jahr, Öl auf Leinwand.
- Knabe mit Banane, 1915, Öl auf Leinwand.

Öffentliche Aufträge
- ab 1920 monumentale Glasfenster in Weilheim/Teck, Oberndorf am Neckar, Rottenburg, Freudenstadt, Stockach
- 1922 Wandbild Rastende im Stuttgarter Hauptbahnhof (1945 zerstört)
- Kriegerdenkmal in Pfullingen

Bund Bildender Künstlerinnen Württembergs
Die Werke werden immer wieder in wechselnden Ausstellungen gezeigt.
- Blumen im Krug, 1913, Öl auf Leinwand.
- Weißes Stillleben (Stillleben mit Äpfeln und Blüten auf weißem Tuch), 1913, Öl auf Leinwand.
- Stillleben mit Birnen in weißen Schalen, ohne Jahr, Öl auf Leinwand.
- Stillleben mit Äpfeln und schwarzer Dose, ohne Jahr, Öl auf Leinwand.
- Rosen in blauer Vase, ohne Jahr, Öl auf Leinwand.
- Dorf am Fuß eines Bergs, ohne Jahr, Öl auf Leinwand.
- Damenporträt (Frau mit grüner Schleife, Hut und Schirm), ohne Jahr, Öl auf Leinwand.
- Paar mit weißen Lilien, ohne Jahr, Öl auf Leinwand.
- Zwei Frauen mit Fischteller, ohne Jahr, Öl auf Leinwand.
- Männliche Figur in Rot, ohne Jahr, Öl auf Leinwand.
- Mutter und Kind, ohne Jahr, Öl auf Leinwand.
- Stigmatisierung des Heiligen Franziskus, ohne Jahr, Öl auf Leinwand.
- Frau mit roter Blume im Haar und Federfächer, ohne Jahr, Öl auf Leinwand.
- Junge Frau mit Taube, ohne Jahr, Öl auf Leinwand.
- Stillleben mit Amaryllis, der Zeitschrift Fjord, Obstschale, Dose und Bild, ohne Jahr, Öl auf Leinwand.
- Weiß blühende Kakteen, ohne Jahr, Öl auf Leinwand.
- Stillleben mit Bumenstrauß und Spielzeugpferdchen, ohne Jahr, Öl auf Leinwand.
- Stillleben mit rot blühenden Kakteen und Vögeln, ohne Jahr, Öl auf Leinwand.
- Stillleben mit Blumenvase, Fruchtkorb und Zigarrenschachtel, ohne Jahr, Öl auf Leinwand.
- Flache Obstschale mit Kanne, ohne Jahr, Öl auf Leinwand.
- Fingerhut in rotem Krug, ohne Jahr, Öl auf Leinwand.
- Blonde Frau mit Fächer, ohne Jahr, Öl auf Leinwand.
- Porträt eines lesenden Mannes, ohne Jahr, Öl auf Leinwand.
- Porträt einer blonden Frau mit Ohrring, ohne Jahr, Öl auf Leinwand.
- Auszug der Soldaten, ohne Jahr, Öl auf Leinwand.
- Heilige Drei Könige, ohne Jahr, Öl auf Leinwand.
- Genua, 1925, Öl auf Leinwand.

## Ausstellungen
Bis 1937 hatte die Stuttgarter Expressionistin an einigen größeren Ausstellungen teilgenommen (1923, 1924, 1947 Stuttgarter Sezession) und ihre Werke auch im renommierten Kunsthaus Schaller präsentiert.
Zu Lebzeiten
- 1914: Verband der Kunstfreunde in den Ländern am Rhein, Stuttgart.
- 1915: Münchener Secession.
- 1918: Verband der Kunstfreunde in den Ländern am Rhein, Köln.
- 1919, 1920: Kunstausstellung Berlin.[16]
- 1920: Frauenkunstverband, Stuttgart.
- 1920, 1933: Württembergischer Kunstverein Stuttgart.
- 1923: Große deutsche Kunstausstellung für freie und angewandte Kunst, Karlsruhe.
- 1923, 1924: Stuttgarter Sezession.
- 1925, 1932: Kunsthaus Schaller, Stuttgart.
- 1931, 1932: Juryfreie Künstlervereinigung, Stuttgart.

Posthum
- 1941: Schwörhaus, Ulm.
- 1947: Stuttgarter Sezession.
- 1961: Hölzel und sein Kreis, Freiburg im Breisgau.
- 1966: Kunstgebäude Stuttgart.
- 1980: Donnerstag-Galerie zusammen mit Elisabeth Hahn und Helene Wagner, Atelierhaus-Galerie.
- 1982: Malerei und Kleinplastik. Kornhaus, Kirchheim/Teck.
- 1991: Künstlerinnen im Südwesten. Landeskunstwochen, Reutlingen.
- 1991: Adolf Hölzels Schülerinnen, Museum der Stadt Waiblingen.
- 1993: Maria Hiller-Foell, Atelierhaus-Galerie.

## Ehrungen
Seit März 2020 gibt es in Stuttgarter Stadtteil Stammheim eine Maria-Hiller-Föll-Straße.